# کانفرزا (برزیل)
کانفرزا (به پرتغالی: Confresa) یک منطقهٔ مسکونی در برزیل است که در ماتو گروسو واقع شده‌است. کانفرزا ۳۱٬۵۱۰ نفر جمعیت دارد.